# Sesselofen
Der Sesselofen kombiniert Herd und Ofen, er wird mit Stückholz und Reisig beheizt. Er dient zum Kochen auf einer Herdplatte und zum Heizen des Raums, in dem er aufgebaut ist. Den Namen verdankt der Sesselofen seiner gestuften Form: Neben oder hinter einer ebenen Herdplatte aus Stahl steigt ein gemauerter oder aus Kacheln gefügter Ofenkörper auf.

## Beschreibung
Der Sesselofen, gelegentlich, wenn die Funktion des Heizens nachrangig ist, auch Sesselherd genannt, leistet auf kleiner Grundfläche drei Aufgaben des familiären Wohnens und des kleinbäuerlichen und kleingewerblichen Wirtschaftens: Erwärmen und Kochen von Speisen, bzw. Erhitzen von Werkstoffen (u. a. Leim), Erwärmen von Wasser in einem angebauten Kessel aus Stahlblech oder -guss und Heizen der Stube, Kammer oder Werkstatt.
Die Feuerung erfolgt über einem Rost, der Sesselofen funktioniert als Zeitbrandofen. Der Ofenaufsatz hat je nach Bauart, Größe und Höhe etwas wärmespeichernde Masse.

## Geschichte
Mit der Entwicklung des geschlossenen, mit Stahlplatten abgedeckten Herdes und des mit Zügen ausgestatteten Kachelofens im frühen 19. Jahrhundert waren die Grundlagen für den kombinierten Ofentyp Sesselofen gelegt. Er wurde in kleinen wirtschaftlichen Einheiten errichtet, wo Kochen und Heizen, außerdem Warmwasserbereitung über eine einzige Feuerung geleistet werden sollten. Die allgemeine Verfügbarkeit von Gas und Elektrizität zum Kochen und von Kohle und Öl für das Heizen beendete die Hochzeit des Sesselofens.